# Niko Popow

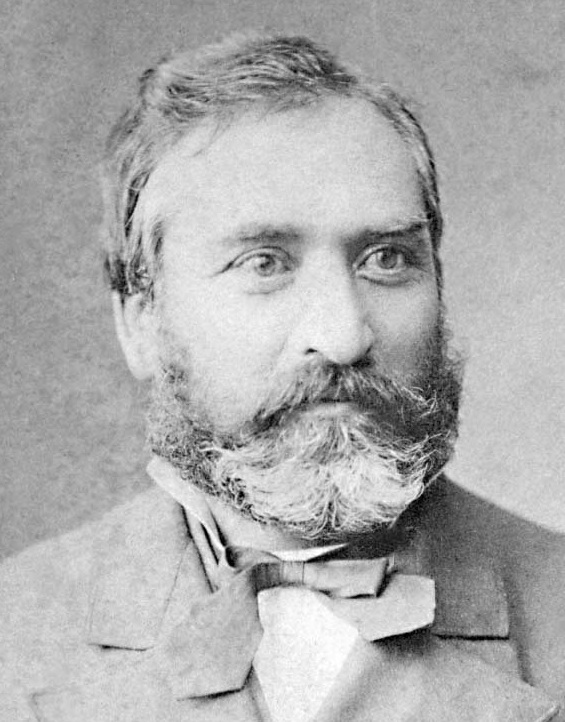
Niko Popow

Niko Nikolow Popow (auch Niko Nikolov Popov geschrieben, bulgarisch Нико Николов Попов; * 12. Januar 1837 in Burgas, Osmanisches Reich; † 5. September 1905 in Warna, Bulgarien) war ein bulgarischer Politiker und erster Bürgermeister der Stadt Burgas. Popow nahm gemeinsam mit seinem Bruder Simeon, der Bischof von Warna und Weliki Preslaw war, am Kampf für eine unabhängige bulgarische Kirche teil.

## Leben
Niko Popow wurde in der Familie des Priesters Nikola und Elena geboren. Niko wuchs in Burgas auf, wo er die griechische Kirchenschule besuchte, die zu diesem Zeitpunkt die einzige christliche Schule in der Stadt war. Mit Unterstützung des russischen Konsuls in Burgas, besuchte Popow von dem Krimkrieg (1853–1856) das Russische Kaiserreich, um seine Ausbildung fortzusetzen. Es ist nicht bekannt, ob er seine Ausbildung beendete. Nach dem Tode seines Vaters im Jahre 1858 kümmerte sich Niko Popow um den Unterhalt seiner Geschwister.
Als im Zuge des Russisch-Türkischen Befreiungskrieges von 1877/78 am 6. Februar 1878 die osmanisch-türkische Herrschaft über die Stadt Burgas formal endete, wurde am nächsten Tag die erste bulgarische Gemeinde der Stadt gründet, welche Niko Popow zum ersten bulgarischen Bürgermeister wählte. Zu diesem Zeitpunkt zählte Burgas rund 3000 Einwohner.

## Familie
Der Vater von Niko Popow, Nikola, stammte aus dem heutigen Dorf Fakija im Strandscha-Gebirge und ist väterlicherseits mit der Familie Bimbelowzi verwandt. Nikola zog Anfang des 19. Jahrhunderts nach Burgas, wo er als bulgarischer Priester zunächst in der griechischen Kirche und nach dem Bau der bulgarischen Kirche in der bulgarischen Kirche der Stadt tätig war. Die Mutter von Niko Popow, Elene, entstammt einer bulgarisch-griechisch-albanischen Familie. Niko Popow hatte neben Simeon noch weitere sechs Geschwister – Zoopi, Koliopa, Odisej, Roxana, Paleolog und Olimpija.